# Palacio de Ibaigane
El Palacio de Ibaigane es un palacete de estilo neovasco construido en la villa de Bilbao (Vizcaya, España) en el año 1900. Actualmente es utilizado como sede oficial del Athletic Club.

## Historia
Construido por el arquitecto Gregorio Ibarretxe, este palacete se inspiró en los palacios clasicistas del primer barroco, fusionando dicho arte con el estilo neovasco de finales del Siglo XIX. Construido como residencia del naviero e industrial Ramón de la Sota, fue reformado en 1918 por Ricardo Bastida, y perteneció a la familia nacionalista De la Sota, hasta que, al concluir la guerra civil española, fue incautado y reconvertido en un cuartel militar, perteneciente al gobierno militar de Vizcaya. 
Varias décadas después, tras reinstaurarse la democracia en España, el edificio y la finca adyacente fueron restituidos a sus legítimos propietarios en 1979. Años más tarde, en 1986, el Athletic Club llegó a un acuerdo económico con los dueños del palacete, para que a partir de aquel momento pasara a ser la sede oficial del club bilbaíno. Tras varios meses de restauraciones, el palacio fue inaugurado como sede del Athletic Club el 22 de agosto de 1988. Desde entonces hasta la actualidad es pertenencia del club vasco. Su uso actual es de carácter institucional ya que acoge los actos simbólicos para el club y las comidas oficiales con las directivas rivales en las horas previas de los encuentros oficiales disputados en San Mamés.